# Алекс Ђорђети
Алекс Ђорђети (итал. Alex Giorgetti; Будимпешта, 24. децембар 1987) је италијански ватерполиста. У прошлој сезони играо је за италијански клуб Про Реко. Са репрезентацијом Италије освојио је Светско првенство у ватерполу 2011. у Шангају.